# Маньян, Жан-Клод
Жан-Клод Маньян (фр. Jean-Claude Magnan, р. 4 июня 1941) — французский фехтовальщик-рапирист, олимпийский чемпион, многократный чемпион мира, 6-кратный чемпион Франции. Отец Клотильды Маньян и дядя Жана Гальфьона.

## Биография
Родился в 1941 году в Обани. В 1960 и 1962 годах становился чемпионом Франции; в 1960 году принял участие в Олимпийских играх в Риме, но неудачно. На чемпионате мира 1963 года стал обладателем золотой и бронзовой медалей, в том же году выиграл Средиземноморские игры. В 1964 году стал серебряным и бронзовым призёром Олимпийских игр в Токио. В 1965 году опять стал чемпионом Франции, а на чемпионате мира завоевал золотую и бронзовую медали. В 1966 году стал обладателем серебряной медали чемпионата мира. В 1968 году стал чемпионом Франции и чемпионом Олимпийских игр в Мехико. В 1971 году опять стал чемпионом Франции и чемпионом мира. В 1972 году вновь выиграл чемпионат Франции, а на Олимпийских играх в Мюнхене стал обладателем бронзовой медали.
Завершив карьеру, Жан-Клод Маньян в 1978 году основал фехтовальный клуб в Брёйе, а с 1988 по 2000 год работал тренером в национальной сборной.